# パスカル・ヨアジマナジ
パスカル・ヨアジマナジ（Pascal Yoadimnadji、1950年4月8日 - 2007年2月23日）は、チャドの政治家。

## 生涯
1950年、南チャドのゴール族 Gorに生まれる。同族はチャドにおいて被支配的な部族集団である。その後、弁護士となり、1996年大統領選挙では選挙管理委員長を務める。
2004年7月農業大臣を経て、2005年2月4日にイドリス・デビ大統領によってチャド共和国首相に任命された。
2007年2月21日心臓発作を起こし、治療のために旧宗主国のフランスへ運ばれたが、2月23日入院していたパリ市内の病院で脳内出血のため、死去した。